# 低地蘇格蘭語維基百科
低地蘇格蘭語維基百科是维基百科的低地蘇格蘭語版本，由维基媒体基金会运营。它成立于2005年6月23日，2006年2月达到1,000篇，2010年11月达到5,000篇。2008年2月，低地蘇格蘭語維基百科已有2,200篇條目，數量上超过毛利語维基百科和克什米尔語维基百科。
截至2020年8月，它拥有约58,000篇條目。不過也在當年，低地蘇格蘭語維基百科被發現存在大量劣質條目，至少有20,000篇條目是由一位美国少年創建，而他根本不會低地蘇格蘭語。他在創建條目時首先用美國英語撰寫，然後通過在線網站將英語翻譯成低地蘇格蘭語，這導致條目中的文字存在大量的拼寫及文法錯誤。
該維基人的大部分条目最後被刪除，因此低地蘇格蘭語維基百科条目總數從2018年的約55,000篇降到2021年的約40,000篇。

## 「假蘇格蘭人」爭議
2020年8月，Reddit上一位名為Ultach的用戶指出，低地蘇格蘭語維基百科存在大量劣質條目，他認為這些錯漏百出、拼寫錯誤的条目是由一個不怎麼會低地蘇格蘭語的人撰寫的，這隨即引起了媒體關注。這些条目大部分內容事先先用英語寫好，然後再用線上詞典把英語維基百科的部分內容粗略翻譯完事。這些条目被指“用蘇格蘭口音寫的英語”和“非常奇怪”，而且條目內文中的單詞根本就不是蘇格蘭方言詞彙。事後被發現這些條目都由一位名叫「AmaryllisGardener」的維基人創建，他是一位19歲的美國青少年。他總共創建了23,000多篇的低地蘇格蘭語維基百科条目，大約佔當時整個蘇格蘭維基百科的三分之一。阿伯丁大学语言学和苏格兰语系主任罗伯特·麦科尔·米勒（Robert McColl Millar）教授表示，從那些劣質條目可以看出作者根本就沒怎麼掌握低地蘇格蘭語。這種行為被發現錯誤者Ultach批評是一種文化破壞行為（cultural vandalism），而且對這門已瀕危的語言造成前所未見的傷害。

## 外部連結
- Scots Wikipedia（页面存档备份，存于）
- Statistics for Scots Wikipedia（页面存档备份，存于） by Erik Zachte.